# Шайбенберг
Шайбенберг (нем. Scheibenberg) — город в Германии, в земле Саксония. Подчинён административному округу Кемниц. Входит в состав района Рудные Горы.  Население составляет 2224 человека (на 31 декабря 2010 года). Занимает площадь 9,01 км². Официальный код  —  14 1 71 250.

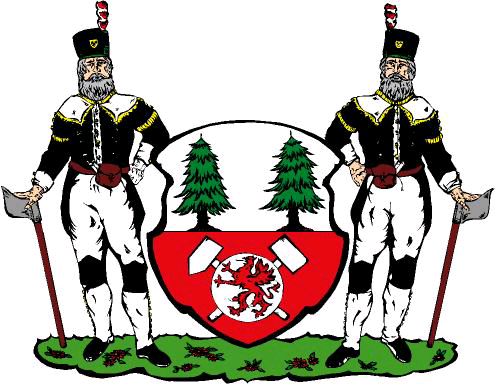
Шайбенберг